# Azerbaijan Airlines
Az Azerbaijan Airlines (azeri nyelven Azərbaycan Hava Yolları)(IATA: J2, ICAO: AHY, Hívójel: AZAL), röviden AZAL Azerbajdzsán nemzeti légitársasága, egyben az ország legnagyobb légitársasága. Bázisrepülőtere a bakui Heydər Əliyev nemzetközi repülőtér. A cég a Független Államok Közössége számos repülőterére, emellett Ázsiába, Európába, Amerikába üzemeltet járatokat. A Nemzetközi Légi Szállítási Szövetség (rövidítve IATA) tagja.

## Története

### A kezdetektől 1990-ig

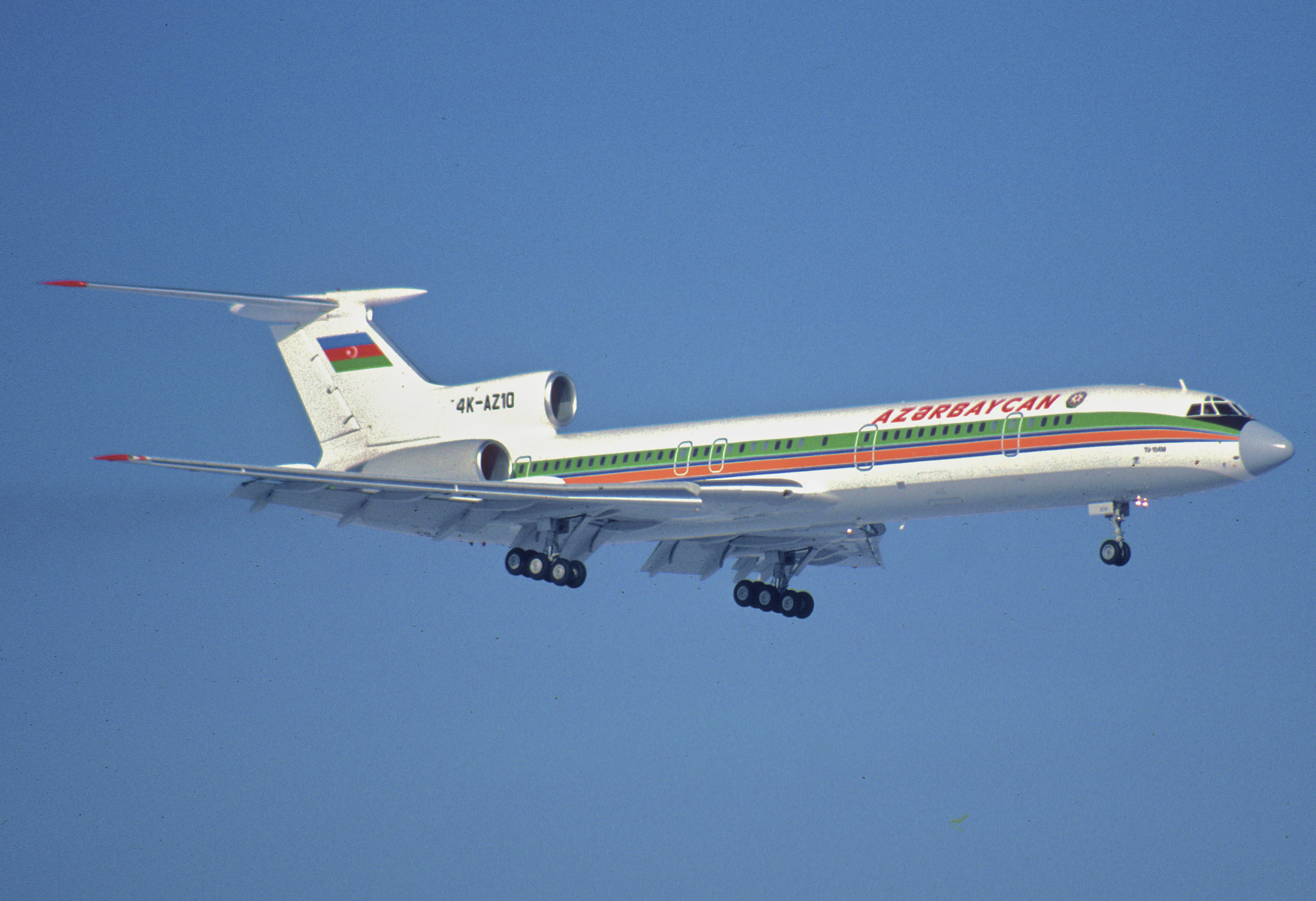
Az Azerbaijan Airlines Tupolev 154M gépe a zürichi repülőtéren 2000-ben

Baku fölött 1910. október 20-án repült el először repülőgép. A Kaukázusi Polgári Repülési Részvénytársaságot (ZAKAVIA) 1923-ban alapította egy építkezési, egy szállítási és egy olajipari cég közösen, légi térképezés, sürgősségi szállítmányok, valamint postai küldemények szállítása céljára.
1926-ban indultak meg a rendszeres járatok a Mineralnye Vody–Groznij–Mahacskala–Baku–Jevlak–Tbiliszi útvonalon, és repülőtér épült Bakuban, Jevlakban és Sakiban, ahol Dornier Komet III és Dornier Merkur repülőgépek állomásoztak. Egy repülés sikeres végrehajtása nagyban múlt a pilóta ügyességén, mert a repülőgépek akkoriban semmilyen navigációs felszereléssel nem rendelkeztek; a pilóták utak, vasútvonalak, földrajzi jellegzetességek és más, szemmel könnyen látható tereptárgyak segítségével tájékozódtak. Mindennek ellenére 1929-ben egy nemzetközi járat is elindult a Harkiv-Baku-Bandar-e Pahlavi útvonalon, 1933-ban pedig elindult az első gép Moszkvába a Kaukázus fölött, amellyel 1100 km-rel lett rövidebb az út az orosz fővárosba. 1937-től rendszeresen közlekedtek gépek Baku és Moszkva között, Harkov KhAI-1 és Putilov Stal-3 gépekkel, melyek naponta 15 utast szállítottak. Az ezt követő évben indultak a Baku-Harkiv, Baku-Groznij, Baku-Rosztov-na-Donu, Baku-Asztrahán és Baku-Tbiliszi járatok, a bakui repülőtér pedig külön gazdasági egység lett a Népbiztosok Tanácsa döntése alapján. 1938. június 2-án alapították az első légiközlekedési céget.
Azerbajdzsán, a Szovjetunió olajipari központja ebben az időben hatalmas gazdasági fejlődésnek indult, így minden lehetőség adott volt a légiközlekedés gyors fejlődéséhez is, ami fontos szerepet játszott a nemzetgazdaságban, a második világháború kitörését követően azonban nagyrészt katonai célokra szervezték át.
A háború után az azeri pilóták visszatértek az utasok és rakomány szállításához. Új géptípusok jelentek meg a Bakuból induló járatokon, például a Liszunov Li–2, az Iljusin Il–14 és Il–18, az Antonov An–24 és An–2, valamint a Mil Mi–1 és Mi–4.
Azerbajdzsán polgári repülést kiszolgáló flottája történetében jelentős fordulópontnak számítanak az 1970-es, 1980-as évek, amikor füves futópályájú repülőtér épült Gandzsában, Jevlakban, Naftalanban, Nahicsevánban, Zaqatalában, Lənkəranban, Ağdamban, Agstafában és Sakiban. Ezekre Jakovlev Jak–40 gépek is le tudtak szállni. Már 11 körzetet kötött össze repülőjárat Bakuval.
Azerbajdzsán légiflottája az elsők közt kapott a Tupoljev Tu–134 és Tu–154 sugárhajtású gépekből, valamint a Mi–2 és Mi–8 helikopterekből.

### 1990–2000
1990-ben Azerbajdzsán bejelentette, hogy saját légitársaságot alapít, amely független lesz az Aeroflottól, a szovjet tagköztársaságok légiközlekedését régóta biztosító cégtől. Az Azerbaijan Airlinest (AZAL) hivatalosan 1992. augusztus 17-én alapították, első elnöke Vagif Sadykhly volt. Az Aeroflot regionális ágából kialakult Azerbaijan Airlines, helyi nevén Azerbaijan Hava Yollari hamarosan terjeszkedni kezdett a Szovjetunió területein kívül is, melyek az Aeroflot exkluzív területe maradt. Baku és Isztambul közt 1991 januárjában indítottak járatot, közösen a Turkish Airlinesszal, majd megalapították az Aviasharg nevű teherszállító céget is, az Egyesült Arab Emírségekkel közösen.
Az AZAL nagy flottát örökölt az Aeroflottól, köztük több mint húsz szövjet gyártmányú Tupoljev utasszállítót és teherszállítót, pár regionális utakra alkalmas utas- és teherszállító gépet, 90 könnyű repülőgépet és 50 helikoptert. Gyorsan lízingelt két Boeing 727-et is, melyek 1968-ban készültek és egykor a Pan Am amerikai légitársasághoz tartoztak. Az AZAL jelentős üzleti kapcsolatban állt az Aviation Leasing Grouppal (ALG), a Boeing 727-ek amerikai bérbeadójával; transzatlanti charter teherszállító vállalkozást üzemeltettek közösen az ALG tulajdonában lévő Buffalo Airwaysszel, amely emellett Dallasban az AZAL-gépek személyzetét is kiképezte a nyugati elvárásoknak megfelelőre.
Azerbajdzsán az 1990-es évek közepén további Boeing-utasszállítók beszerzésébe fogott, főként 737, 757, 767 és 777 típusúakéba, cserébe üzemanyagot kínált, amelyet a régi Tupoljeveknél költséghatékonyabb gépek üzemeltetésével megtakarított. Emellett tíz kisebb Jakovlev Jak–40 trijetet, egy Iljusin Il–76 teherszállítót és számos Antonov légcsavaros gázturbinás gépet is üzemeltetett.
1994 novemberében az AZAL járatot indított Dubajba, amely – Isztambullal együtt – kulcsfontosságú szerepet töltött be a nyugati áruk szállításában. Nem sokkal később már járatokat üzemeltetett Teheránba, Tel-Avivba, Szentpétervárra, Londonba és Kínába. 1998 közepén számos regionális járatot felfüggesztett az alacsony bevétel és a három Jak–40 gép javításának szükségessége miatt.
Pár nagyobb várost leszámítva a szomszédos FÁK-tagállamokba közlekedő járatokat 1999 januárjában felfüggesztették, adósságok és az útvonalak nem jövedelmező volta miatt, melyre hatással volt az is, hogy a vasút egyre nagyobb versenytársnak bizonyult. 1998-ban a belföldi járatok az AZAL forgalmának már csak körülbelül 16%-át adták. A Flight International szerint a légitársaság sorsa 1996 májusában kedvezőre fordult, mikor Jahangir Askerov lett a vezérigazgató. Askerov, aki maga is pilóta, öt egységgé szervezte át a céget: légitársaság, repülőterek, légiirányítás, catering-szolgáltatás és teherszállítás. Az ország új infrastruktúrába fektetett be, új reptéri terminál épült, új légiirányítási létesítmények (az azeri légiirányításnak nem csak az érkező és induló gépekkel, de havonta több mint 1600, az ország fölött elrepülő járattal is foglalkoznia kell, mint azt a Flight International megjegyezte). Az alkatrészek hiánya miatt azonban a légitársaság kezdett kifogyni gépekből; 1999-ben már csak hét Tupoljev és két Boeing 727 géppel rendelkezett.
Az új infrastruktúra ellenére a vezető külföldi légitársaságok, főként a British Airways, a Lufthansa és a KLM beszüntették járataikat az országba a magas díjak, a rossz kiszolgálás és a mindenhol elterjedt korrupció miatt, jelentette az orosz ITAR-TASS hírügynökség. Heydər Əliyev azeri elnök ígéretet tett a korrupció felszámolására.
Azerbajdzsán és a szomszédos Örményország vitája Hegyi-Karabah miatt késleltette a két új Boeing 757 finanszírozását, melyet az amerikai Ex-Im Bank biztosított volna. A 66 millió dolláros kölcsön a bank első tranzakciója volt Azerbajdzsánnal. A gépek finanszírozásában emellett részt vállalt az azeri kormány és az Azerbajdzsáni Nemzeti Bank is. A brit Exporthitelezési és Hitelgarancia Munkacsoport (Export Credits Guarantee Department) vállalta a Rolls-Royce hajtóművek finanszírozását, amelyeket a két Boeing 757 gép használ.

### 2000 óta

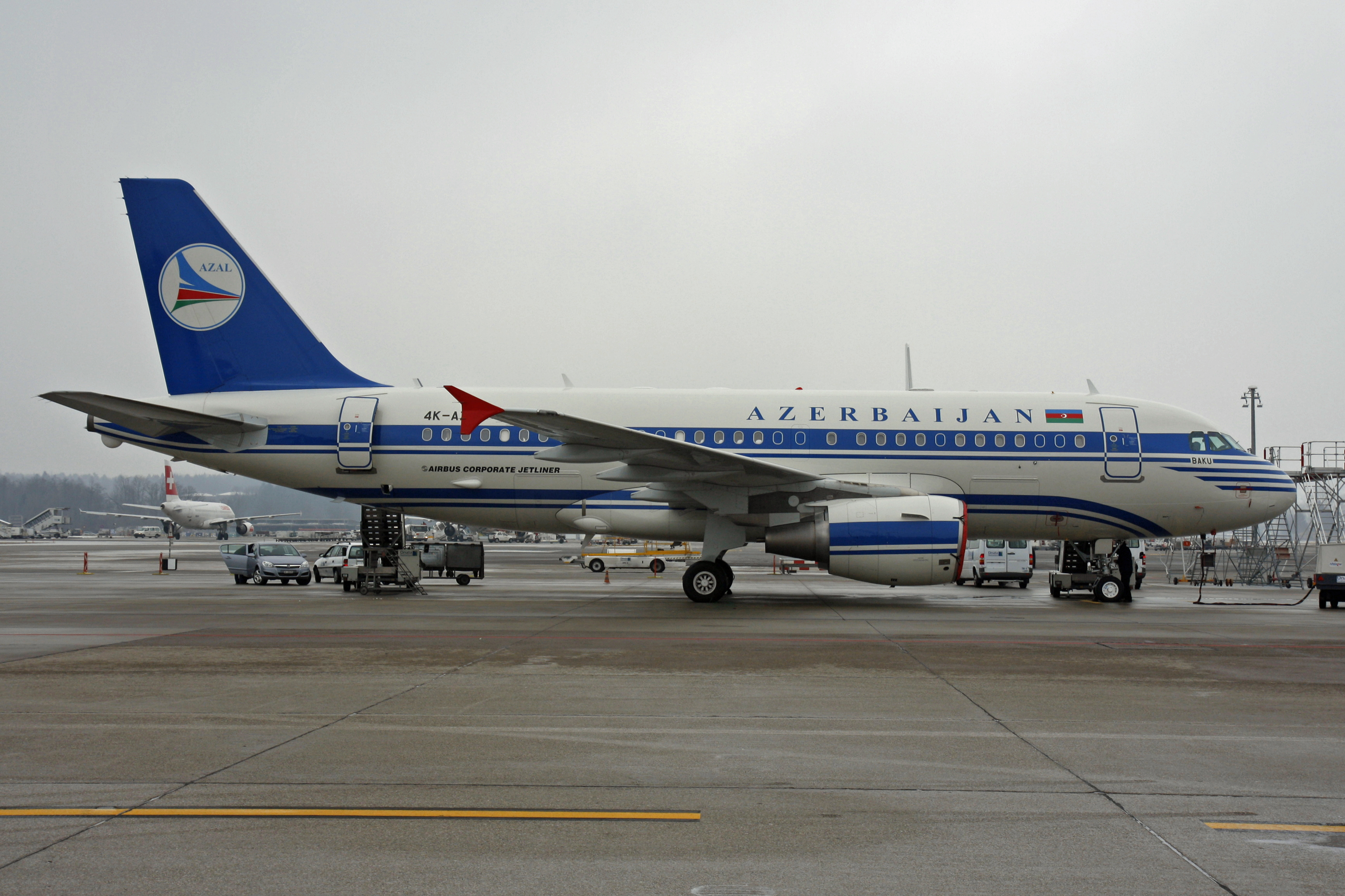
Egy Airbus A319 a légitársaság korábbi festésében, 2010-ben

Az első Boeing 757 gép 2000 őszén érkezett meg. Ezek a gépek minden eddiginél nagyobb hatótávolságot, kényelmet és hatékonyságot biztosítottak a hosszú távú nemzetközi utakon, emellett modernebb színben tüntették fel a légitársaságot a világ előtt. A második Boeing 757, amely decemberben érkezett, egyből orvosi eszközökkel megrakodva érkezett meg Azerbajdzsánba, mivel nem sokkal korábban földrengés rázta meg az országot. 2001 januárjában az AZAL a két új gép egyikével indította meg a Párizs-Baku járatot, az Air France-szal együttműködésben.
A legnagyobbrészt muszlim Azerbajdzsán visszaesést tapasztalt a légiközlekedésben a 2001. szeptember 11-ei terrortámadásokat követően, de így is nyereséggel zárta a 2001-es évet, és még adósságai visszafizetése felé is jelentős lépéseket tett. Nemsokára már újabb gépek vásárlásába kezdett, és ezzel párhuzamosan kezdte kivonni a forgalomból a régebbi szovjet típusokat. Első nyugati gyártmányú helikoptereit 2002 októberében vásárolta az Eurocoptertől, összesen hat darabot 52 millió euróért. Ezeket a Kaszpi-tengeri olajfúrótornyok személyzetének és felszerelésüknek a szállítására használta.
2004 júliusában Törökország lefoglalta az AZAL két utasszállítóját, mert az azeri földművelésügyi minisztérium már tizenkét éve tartozott egy török cégnek. Az AZAL még ugyanebben a hónapban új, ukrán gyártmányú, 52 férőhelyes Antonov An–140 gépet rendelt, hogy bővítse regionális flottáját; a négy gépért körülbelül 36 millió USD-t fizetett. A cég emellett négy gépet rendelt az Airbustól is: három Airbus A319 közepes méretű utasszállító gépet és egy Airbus Corporate Jetlinert, utóbbit állami vezetők hivatalos utazásaihoz. Mindegyikbe CFM International hajtómű került.
A bakui teherszállító terminál (BCT), amely 2005 márciusában készült el, Bakut az egyik legjelentősebb csomóponttá tette a nyugatról keletre, illetve északról délre tartó rakomány útvonalán. A BCT még ugyanebben az évben tagja lett az IATA Földi Kiszolgálási Tanácsának és résztvevője a Repülőterek Nemzetközi Tanácsa World Business Partners programjában. Nem sokkal később felépült a Nahicseván nemzetközi repülőtér, a zabrati repülőtér új terminálja, valamint a ganjai nemzetközi repülőtér. A Heydər Əliyev nemzetközi repülőtér mellett ötcsillagos szálloda épült. 2008-ban nemzetközi repülőtere lett Lankaran és Zaqatala városának is. A flottába Airbus A319, Airbus A320, ATR 42-500 és ATR 72-500 gépek érkeztek.
2010. július 22-én a Boeing és az Azerbaijan Airlines megegyeztek arról, hogy a két, megrendelés alatt álló 737 Next Generation repülőgép helyett inkább egy 767-300ER gépet és két 767 teherszállítót vesz a légitársaság. Ezzel együtt az Azerbaijan Airlinesnak összesen nyolc megrendelése volt folyamatban a Boeingtől: két 767-300ERs, két 767 Freighter, két Next-Generation 737 és két 787-8. 2010 szeptemberében az AZAL visszamondta a két másik 737 Next Generation megrendelését is.
2010. december 24-én az AZAL felhagyott az orosz gyártmányú Tupoljevek üzemeltetésével.
2011 januárjában az Azerbaijan Airlinest az Európai Gazdasági, Kereskedelmi és Iparkamara egyhangú döntés alapján európai színvonalúnak minősítette.
2011. június 2-án megérkezett a céghez az első a két megrendelt Boeing 767-300ER-ből, melyeket a délkelet-ázsiai útvonalakra szántak. 2014. december 23-án és 24-én mmegérkezett az Azerbaijan Airlineshoz a két Boeing 787 Dreamliner, amelyet rendelt. A légitársaság ezzel egyidőben mutatta be prémium turistaosztályát.
2024. december 25-én lezuhant a légitársaság 8243-as járata az aktaui repülőtér közelében, miután valószínűleg eltalálta egy orosz légvédelmi rakéta.

## Úticélok

### Helymegosztási megállapodások
Az Azerbaijan Airlinesnak a következő légitársaságokkal van helymegosztási megállapodása:
- Air Arabia
- AirBaltic
- Air France
- Austrian Airlines[8]
- Belavia[9]
- Etihad Airways[10]
- Lufthansa
- Qatar Airways
- S7 Airlines[11][12]
- SCAT Airlines[13]
- Turkish Airlines
- Ukraine International Airlines

## Flotta

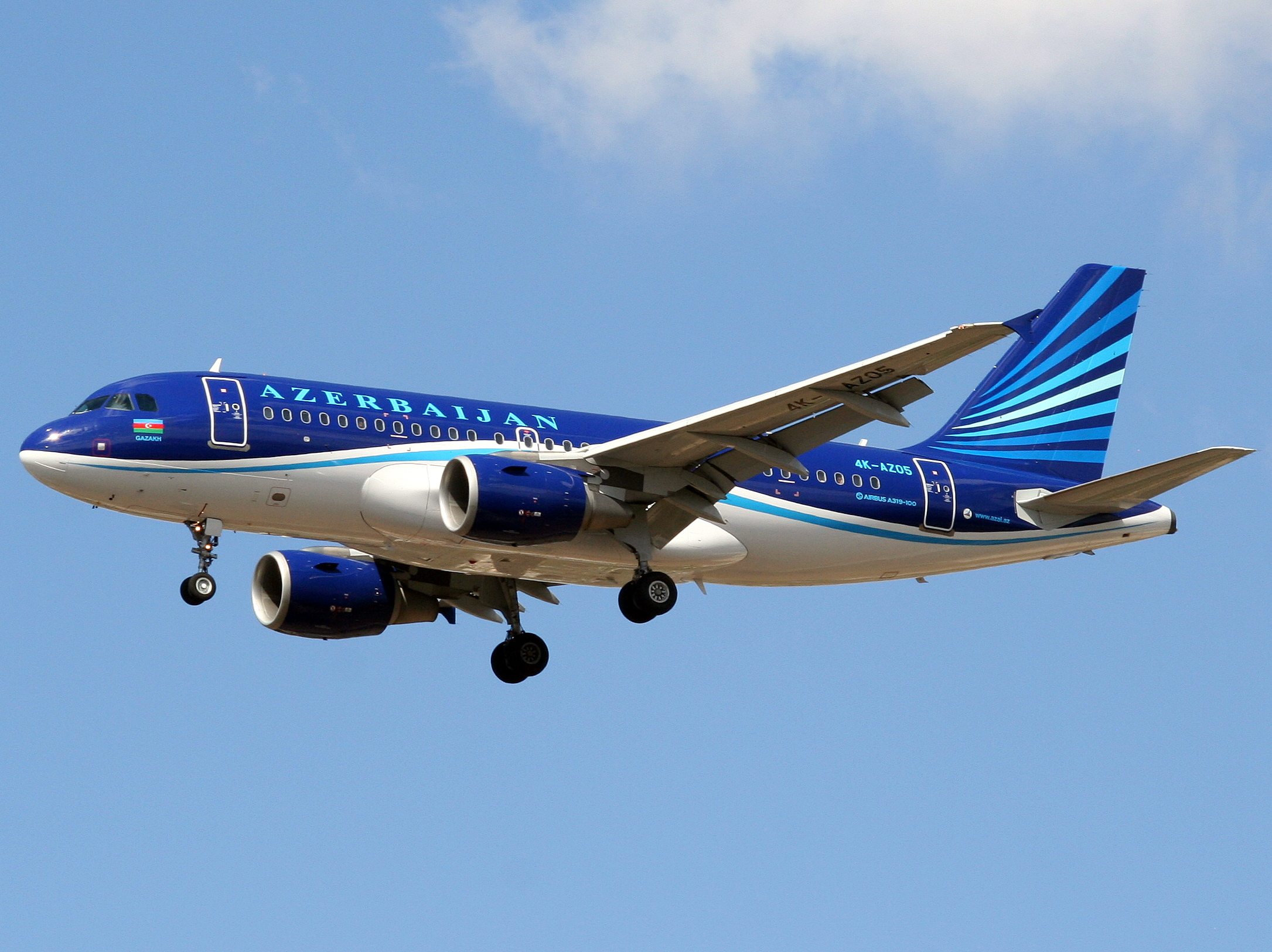
Az Azerbaijan Airlines Airbus A319-100 gépe

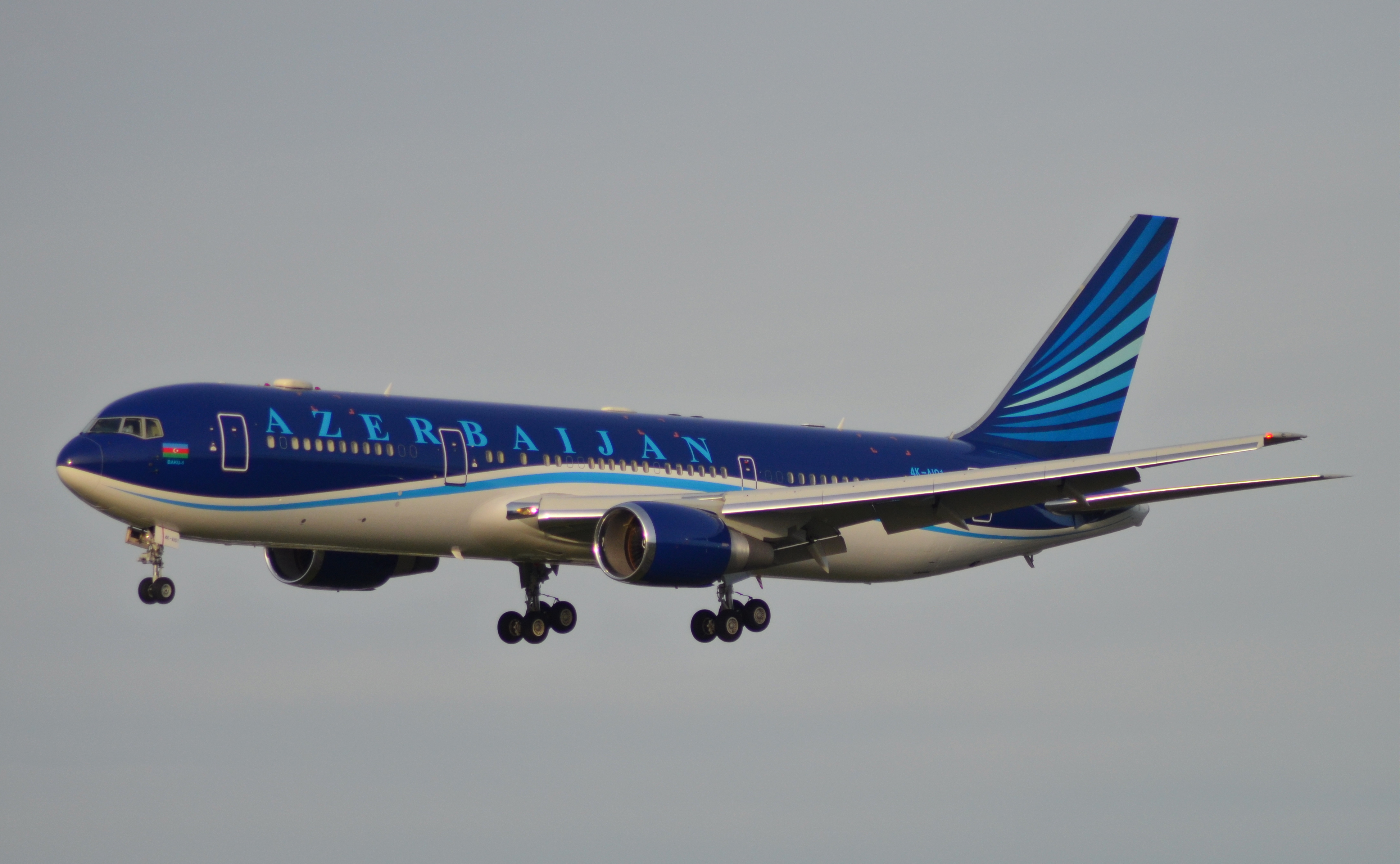
Az Azerbaijan Airlines Boeing 767-300ER gépe

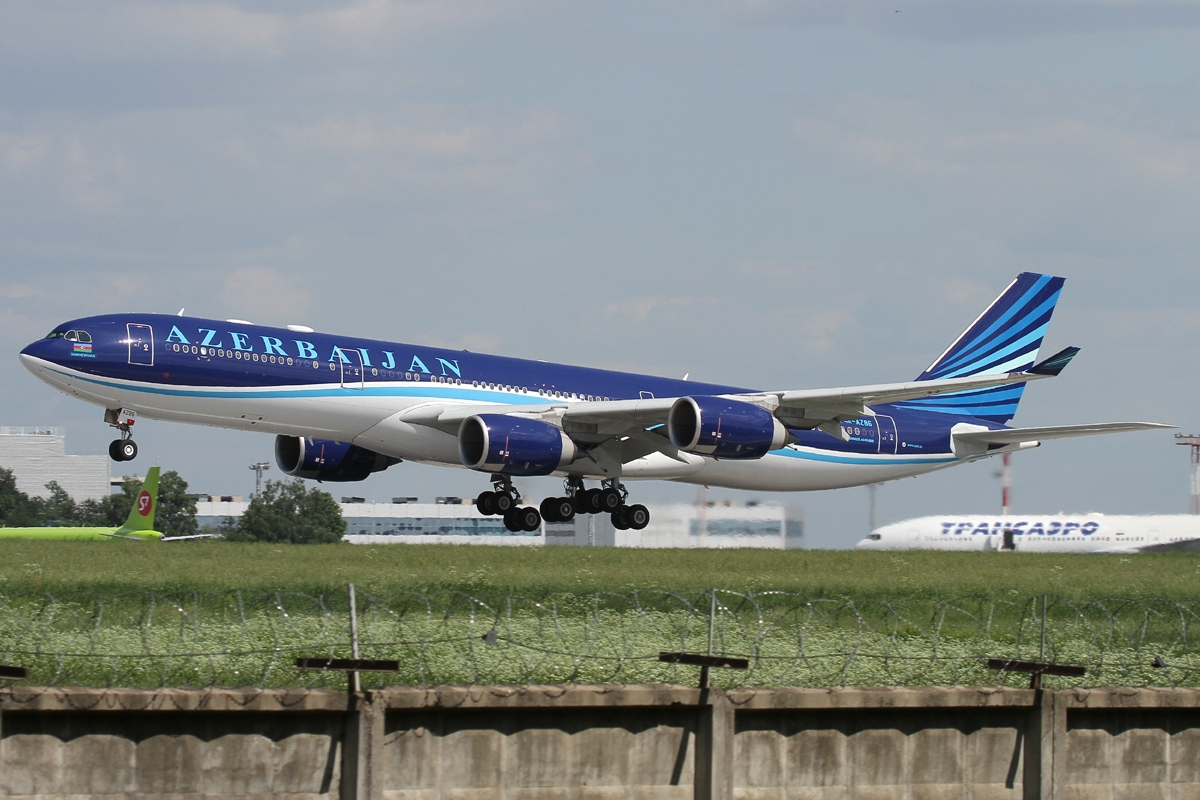
Az Azerbaijan Airlines Airbus A340-500 gépe

Az Azerbaijan Airlines flottája 2016 decemberében a következő gépekből állt:

## Balesetek és incidensek
- 1995. november 30-án, 19:10 óra körül a 4K-401 lajstromjelű Boeing 707-323C gép éppen Ürümcsiből érkezett Bakuba, amikor gondok merültek fel a baloldali futóművel. A gép alacsonyan elhaladt a bakui futópálya fölött, és balra fordult, hogy leszálljon, ekkor azonban egy közúti híd fényjelző oszlopainak ütközött, és lezuhant egy közeli mezőn. A személyzet két tagja életét vesztette, négy további ember megsérült.[16]
- 1995. december 5-én az Azerbaijan Airlines 56-os járata Nahicsevánból indult vissza Bakuba, mikor az egyik hajtómű leállt. A kapitány kényszerleszállást kísérelt meg, melynek során éles kanyarral kikerült egy lakóépületet, majd lezuhant egy mezőn Nahicseván külvárosában, a futópályától 3850 méterre. A katasztrófában a személyzet két tagja és ötven utas vesztette életét, harmincan megsérültek. A kivizsgálás megállapította, hogy a személyzet tévedésből a működő hajtóművet kapcsolta le, amelyhez a pilótafülke ergonómiai hibája is hozzájárult; az elromlott hajtómű több mint harminc órán át üzemelt egy kijavítatlan hibával, mielőtt leállt.[17]
- 1997. május 15-én azeri katonák, miközben fegyvergyakorlat után visszafelé tartottak táborukba Ganja közelében, lövöldözni kezdtek egy útjelző táblára. A 4K-87504 lajstromjelű Jakovlev Jak–40 gép épp egy gyakorlórepülésről tartott vissza a Gandzsa nemzetközi repülőtérre, mikor eltévedt golyók eltalálták; a repülőn tűz ütött ki és a pilóta elvesztette uralmát a gép fölött, amely a futópályától 5160 méterre lezuhant. A hatfős személyzet életét vesztette.[18]
- 2000. augusztus 18-án egy utas eltérítette az Azerbaijan Airlines 154-es járatát, egy Tupoljev Tu–154 gépet, amely Nahicsevánból tartott Bakuba. Az eltérítő azt állította, kézigránát és gyúlékony folyadék van nála, és azt követelte, hogy a gép, melyen 164 utas utazott, induljon Isztambulba, ahol az eltérítő egy kórházban lévő azeri politikai vezetőt akart meglátogatni. A pilóta javaslatára beleegyezett, hogy leszálljanak üzemanyagért Tbilisziben, de a repülőn lévő két nemzetbiztonságinak sikerült lefegyvereznie az eltérítőt, és a gép Bakuban szállt le, ahol az eltérítőt letartóztatták, majd azonosították az ellenzéki Musavat párt nahicseváni szervezete elnökeként. Kézigránát nem volt nála, csak egy üveg kerozin és egy üveg azonosítatlan folyadék. Követeléseit – köztük azt, hogy a következő parlamenti választást halasszák decemberre – másnap kinyomtatta egy ellenzéki újság, melynek főszerkesztőjét letartóztatták és terrorizmussal vádolták meg, amiért kapcsolatban állt az eltérítővel; lakásán a gépeltérítéssel kapcsolatos dokumentumokat találtak. Az eltérítő azt állította, nem voltak tettestársai.[19]
- 2005. december 23-án az Azerbaijan Airlines 217-es járata, a 4K-AZ48 lajstromjelű Antonov An–140, amely Aktau felé tartott, Bakutól nem messze északra a Kaszpi-tengerbe zuhant. A tizennyolc utas és az ötfős személyzet életét vesztette. A légitársaság a többi ugyanilyen típusú gépét leállította, és elhalasztotta azon terveit, hogy újabbakat vesz a típusból Ukrajnától.[20] A vizsgálat megállapította, hogy a három, egymástól független giroszkóp nem biztosított elegendő információt a személyzetnek.[21]
- 2010. augusztus 12-én az Azerbaijan Airlines 75-ös járataként közlekedő Airbus A319-111 (lajstromjele 4K-AZ04, beceneve „Guba”) futóműve összetört, mikor a gép megérkezett az isztambuli Atatürk nemzetközi repülőtérre. A gép nagy mértékben károsodott, de mind a 127 utas és a teljes személyzet sértetlenül hagyta el a fedélzetet.[22]

## Fordítás
- Ez a szócikk részben vagy egészben  az   Azerbaijan Airlines című angol Wikipédia-szócikk ezen változatának fordításán alapul.  Az eredeti cikk szerkesztőit annak laptörténete sorolja fel. Ez a jelzés csupán a megfogalmazás eredetét és a szerzői jogokat jelzi, nem szolgál a cikkben szereplő információk forrásmegjelöléseként.